# Molophilus pergracillimus
Molophilus pergracillimus är en tvåvingeart som beskrevs av Alexander 1971. Molophilus pergracillimus ingår i släktet Molophilus och familjen småharkrankar. Inga underarter finns listade i Catalogue of Life.